# Асторія (Орегон)
Асторія (англ. Astoria) — місто (англ. city) на північному заході США, адміністративний центр округу Клетсоп, штат Орегон. Розташоване біля гирла річки Колумбія. Назване на честь американського інвестора Джона Джекоба Астора. Населення — 10 181 особа (2020).

## Географія
Асторія розташована за координатами 46°11′14″ пн. ш. 123°48′52″ зх. д. / 46.18722° пн. ш. 123.81444° зх. д. (46.187263, -123.814572).  За даними Бюро перепису населення США в 2010 році місто мало площу 26,18 км², з яких 15,94 км² — суходіл та 10,24 км² — водойми.

### Клімат
| Клімат : Асторія        | Клімат : Асторія | Клімат : Асторія | Клімат : Асторія | Клімат : Асторія | Клімат : Асторія | Клімат : Асторія | Клімат : Асторія | Клімат : Асторія | Клімат : Асторія | Клімат : Асторія | Клімат : Асторія | Клімат : Асторія | Клімат : Асторія |
| Показник                | Січ.             | Лют.             | Бер.             | Квіт.            | Трав.            | Черв.            | Лип.             | Серп.            | Вер.             | Жовт.            | Лист.            | Груд.            | Рік              |
| Абсолютний максимум, °C | 21,1             | 22,2             | 26,7             | 29,4             | 31,7             | 37,2             | 38,3             | 36,7             | 35,0             | 29,4             | 22,8             | 17,8             | 38,3             |
| Середній максимум, °C   | 9,9              | 10,9             | 12,1             | 13,6             | 15,8             | 17,7             | 19,7             | 20,4             | 19,8             | 16,1             | 11,9             | 9,3              | 14,8             |
| Середній мінімум, °C    | 3,2              | 2,9              | 3,8              | 5,0              | 7,6              | 10,0             | 11,7             | 11,7             | 9,7              | 6,8              | 4,5              | 2,6              | 6,6              |
| Абсолютний мінімум, °C  | −11,7            | −12,8            | −5,6             | −3,3             | −1,1             | 2,8              | 2,8              | 3,9              | 0,6              | −3,3             | −9,4             | −14,4            | −14,4            |
| Норма опадів, мм        | 259              | 183              | 189              | 132              | 84               | 65               | 26               | 29               | 54               | 152              | 283              | 251              | 1708             |
| Днів з опадами          | 21,4             | 17,7             | 21,0             | 18,4             | 16,4             | 13,2             | 8,3              | 7,4              | 9,4              | 15,9             | 21,4             | 20,6             | 191,1            |
| Днів зі снігом          | 0,6              | 0,7              | 0                | 0                | 0                | 0                | 0                | 0                | 0                | 0                | 0,1              | 0,3              | 1,7              |
| ----------------------- | ---------------- | ---------------- | ---------------- | ---------------- | ---------------- | ---------------- | ---------------- | ---------------- | ---------------- | ---------------- | ---------------- | ---------------- | ---------------- |
| Джерело: NOAA           |                  |                  |                  |                  |                  |                  |                  |                  |                  |                  |                  |                  |                  |

## Демографія
Згідно з переписом 2010 року, у місті мешкало 9477 осіб у 4288 домогосподарствах у складі 2274 родин. Густота населення становила 362 особи/км².  Було 4980 помешкань (190/км²).
Расовий склад населення:
| - 89,2 % — білих - 1,8 % — азіатів - 1,1 % — корінних американців - 0,6 % — чорних або афроамериканців - 0,1 % — вихідців з тихоокеанських островів - 3,9 % — осіб інших рас |

До двох чи більше рас належало 3,3 %. Частка іспаномовних становила 9,8 % від усіх жителів.
За віковим діапазоном населення розподілялося таким чином: 20,3 % — особи молодші 18 років, 62,6 % — особи у віці 18—64 років, 17,1 % — особи у віці 65 років та старші. Медіана віку мешканця становила 41,9 року. На 100 осіб жіночої статі у місті припадало 94,0 чоловіків;  на 100 жінок у віці від 18 років та старших — 92,8 чоловіків також старших 18 років.
Середній дохід на одне домашнє господарство  становив 56 086 доларів США (медіана — 44 663), а середній дохід на одну сім'ю — 66 569 доларів (медіана — 59 203). Медіана доходів становила 44 688 доларів для чоловіків та 34 826 доларів для жінок. За межею бідності перебувало 19,7 % осіб, у тому числі 26,1 % дітей у віці до 18 років та 6,9 % осіб у віці 65 років та старших.
Цивільне працевлаштоване населення становило 4356 осіб. Основні галузі зайнятості: освіта, охорона здоров'я та соціальна допомога — 24,0 %, мистецтво, розваги та відпочинок — 15,7 %, роздрібна торгівля — 14,5 %.

## Міста-побратими
- Вальдорф, Німеччина[9]